# Aerograd
Aerograd (russisk: Аэроград) er en sovjetisk dramafilm fra 1935 instrueret af den sovjetisk-ukrainske filminstruktør Aleksandr Dovsjenko. Filmen er produceret i en co-produktion mellem Mosfilm og Dovsjenkos filmselskab. Det er en spændingsfilm, der foregår i det sovjetiske fjernøsten.

## Handling
I den unge sovjetrepublik bliver opført en ny by, Aerocity, på Stillehavskysten i det østlige Sibirien. De lokale beboere er opdelt i to lejre: de aktive tilhængere af socialismen - Komsomolmedlemmer, kollektive landmænd, borgerkrigens helte - og modstandere - kulakker, tidligere hvide vagter, sabotører og gamle troende.
Den russiske forpost kommer under trussel om angreb fra japanerne. Aerograd er en ny by med en strategisk placeret flyveplads af vital interesse for regeringen. Den religiøse sekt i byen truer med at give deres støtte til en flok plyndrende samurai-krigere, der kæmper om kontrollen over regionen. 

## Medvirkende
- Stepan Sjagaida som Stepan Glusjak
- Sergej Stoljarov som Vladimir Slusjak
- Jevgenija Melnikova
- Stepan Sjkurat som Vasilij Khudjakov
- Nikon Tabunasov som Tjuktja